# Hans Schneider (Mathematiker)
Hans Schneider (* 24. Januar 1927 in Wien, Österreich; † 28. Oktober 2014 in Madison, Wisconsin) war ein in Österreich geborener britisch-US-amerikanischer Mathematiker und James-Joseph-Sylvester-Emeritus-Professor an der University of Wisconsin–Madison, an der er von 1959 bis 1993 lehrte.

## Leben und Karriere
Schneider wurde im Jahre 1927 als einziges Kind österreichischer Juden in der Hauptstadt Wien geboren, wo er auch einen Teil seiner Kindheit verbrachte, ehe er mit seinen Eltern noch einige Monate vor Beginn des Zweiten Weltkriegs in die nahe Tschechoslowakei floh. Über Polen kam die Familie schließlich in die Niederlande, wo Hans Schneider die Quäkerschule Eerde bei Ommen besuchte. Im August 1939, nur drei Wochen vor Ausbruch des Zweiten Weltkriegs, gelangte er mit einem Kindertransport nach Schottland, wo er mit seinen Eltern, die alleine dorthin ausgewandert waren, wiedervereint wurde. Obwohl seine Eltern Hugo (* 1897 in Karviná; † 1967 in Edinburgh) und Isabella Schneider (geborene Saphir), auch Bella genannt, (* 1897 in Wien; † 1967 in Edinburgh) offiziell keine Religionszugehörigkeit hatten, wurden sie aufgrund der Nürnberger Gesetze als Juden angesehen. In Schottland besuchte er das George Watson’s Boys’ College und die University of Edinburgh, die er nach vier Jahren im Jahre 1948 mit einem M.A. abschloss und First Class Honours erfuhr. Nach beendetem Studium war er zunächst Astronom (speziell Scientific Officer), was er jedoch nach nur zwei Jahren komplett verwarf, nachdem er gekündigt wurde, als er ein teures neues astronomisches Instrument beim ersten Gebrauch zerstörte.
Danach kehrte er zurück an die University of Edinburgh und begann ein Mathematikstudium, das er im Jahre 1952 mit einem Ph.D. abschloss; seine Dissertation verfasste er innerhalb von 18 Monaten über Matrizen mit nichtnegativen Elementen (engl. Matrices with Non Negative Elements). Während dieser Zeit studierte er unter A.C. Aitken und unterrichtete nach seinem Doktorat selbst bis 1959 an der Queen’s University Belfast, davon von 1952 bis 1954 als Assistant Lecturer unter Samuel Verblunsky und von 1954 bis 1959 als Lecturer. Im selben Jahr ging Schneider schließlich mit seiner Familie in die USA, wo er sich in Madison, Wisconsin niederließ. Dort wurde er als Professor an der UW Madison aufgenommen und lehrte dort bis einschließlich 1993, ehe er seinen Rücktritt bekanntgab. Zunächst von 1959 bis 1961 Assistenzprofessor, war er anschließend bis 1965 als Associate Professor angestellt. Ab 1965 war er fortan als Professor für Mathematik an der UW Madison tätig, ehe er im Jahre 1988 zum James-Joseph-Sylvester-Professor aufstieg und diesen Titel bis 1993 innehatte. 1967 wurde er gerade 39-jährig als Vorsitzender des Fachbereichs für Mathematik gewählt. Anfangs noch zuversichtlich sich in dieser Position in der zweitgrößten Universität Wisconsins durchzusetzen, fühlte er bald darauf eine gewisse eigene Inkompetenz im Umgang mit den gerade ausschweifenden Studentenbewegungen an den nordamerikanischen Campus. Im Jahr 1969 verzichtete er daher auf einen neuerliche Kandidatur. Seit seiner Emeritierung im Jahre 1993 trägt er den Titel des James-Joseph-Sylvester-Emeritus-Professors; danach legte Schneider viel Wert darauf, dass er nur als Lehrer in Ruhestand gegangen war, jedoch nicht als Mathematiker.
Als Gastdozent bzw. Gastprofessor arbeitete er während seiner aktiven Karriere unter anderem von 1956 bis 1957 an der Washington State University, von 1964 bis 1965 an der UCSB, von 1969 bis 1970 an der University of Toronto, im Sommer 1970 an der Eberhard Karls Universität Tübingen, im Sommer 1972 sowie von Januar bis Dezember 1974 an der TU München, von Januar bis August 1977 am Centre de Recherches Mathématiques an der Université de Montréal, von 1980 bis 1981 an der Julius-Maximilians-Universität Würzburg, von September 1985 bis Januar 1986 am Technion in Haifa, von Mai bis Juni 1991 an der Universität Bielefeld, von September bis November des gleichen Jahres am Institute for Mathematics and its Applications an der University of Minnesota und nach seiner Emeritierung von Juli bis September 1996 an der TU Chemnitz und erneut an der Uni Bielefeld. Von Juli bis August 1980 unternahm er einen Forschungsbesuch an der UNICAMP in Campinas, Brasilien. Auch danach war Schneider noch bis ins hohe Alter als Sprecher bei diversen Meetings und Veranstaltungen im Einsatz.
Zudem gehörte Schneider von 1977 bis 1990 dem Gatlinburg Organizing Committee an und war ebenfalls ab 1977 bis 1984 Mitglied des Householder Prize Committee. Des Weiteren gehörte er 1982 dem Organisationskomitee der SIAM Conference on Applied Linear Algebra an und war von ebendiesem Jahr bis 1984 der erste Vorsitzende der SIAM Activity Group on Linear Algebra. Im Jahre 1985 war er Co-Vorsitzender der SIAM Conference on Applied Linear Algebra in Raleigh, North Carolina. Die gleiche Position hatte er drei Jahre später bei der Konferenz in Madison inne. Im August des darauffolgenden Jahres gehörte er dem Organisationskomitee des Utah-Linear-Algebra-Meetings, das von der International Linear Algebra Society (kurz ILAS) organisiert wurde, deren erster Präsident er von 1987 bis 1996 war. Zuvor trat diese Organisation von 1987 bis 1990 unter dem Namen International Matrix Group, ab 1990 war der Name des Nachfolgers schließlich International Linear Algebra Society. Ab 1968 war er Gründer und Autor, von 1972 bis 2012 zudem  Chefredakteur von Linear Algebra and Its Applications. Bei seinem Abgang hatte das Journal bereits vier Chefredakteure und bekam jährlich rund 1.200 Submissionen, woraus rund 5.000 Seiten zum Druck kamen. Des Weiteren trat er ab 1998 als beratender Autor des Electronic Journal of Linear Algebra in Erscheinung. Außerdem war er von 1972 bis 1992 Autor von Linear and Multilinear Algebra und von 1979 bis 1987 Autor von SIAM Journal Algebraic and Discrete Methods. Des Weiteren war er beratender Autor des Electronic Journal of Linear Algebra. Zusammen mit Bertram Huppert gab er Helmut Wielandts gesammelte Arbeiten heraus. Über seine gesamte Karriere hinweg veröffentlichte er rund 160 Forschungsarbeiten, die viele Aspekte der theoretischen linearen Algebra abdeckten, aber sich vor allem auf die Theorie der nichtnegativen Matrizen spezialisierten.
Nachdem er bereits an Speiseröhrenkrebs im Endstadium erkrankt war, schrieb er im Mai 2014 seine letzten Worte, die noch vor seinem Tod veröffentlicht wurden, wobei nur das Sterbedatum freigelassen wurde. Im Juni desselben Jahres schrieb er die persönliche Geschichte seiner Familie von März 1938 bis August 1940 nieder, obwohl er selbst bis in seine späten 60er nie mit seiner Familie über diesen großen Teil seiner Kindheit gesprochen hatten. Am 28. Oktober 2014 erlag Hans Schneider schließlich im Kreise seiner Familie in Madison, Wisconsin 87-jährig seinem Krebsleiden. Er hinterließ seine Frau Miriam (* 1925), eine ehemalige professionelle Violinistin, die aus einer Musikerfamilie stammt und mit der er seit 1948 verheiratet war; ihr Bruder ist der Violinist und Autor Michael Wieck. Des Weiteren hinterließ er die Kinder Barbara Anne (* 1948; mit Daryl), Peter John (* 1950; mit Hope), Michael Hugo (* 1952; mit Laurie) und die sechs Enkelkinder David und Daniel Caswell, Hannah und Rebecca Schneider, sowie Carson Rose und Kurt Schneider.
Er stiftete den nach ihm benannten Hans-Schneider-Preis der ILAS für Lineare Algebra.